# Europacup II hockey vrouwen 1993
De 3de editie van de Europacup II voor vrouwen werd gehouden van 9 tot en met 12 april 1993 in Birmingham. Er deden acht teams mee, verdeeld over twee poules. HGC won deze editie van de Europacup II. 

## Uitslag poules

### Poule A
- Hightown HC
- Bayer Leverkusen
- Sutton Coldfield HC
- Swansea LHC

### Poule B
- HGC
- Spartak Moskou
- CF Junior
- Wiener Neudorff

## Poulewedstrijden

### Vrijdag 9 april 1993
- A Sutton Coldfield - Swansea 5-0 (2-0)
- A Hightown - Leverkusen 2-2 (1-0)
- A Spartak Moskou - CF Junior 4-3 (1-0)
- A HGC - Wiener Neudorff 22-0 (10-0)

### Zaterdag 10 april 1993
- A Hightown - Swansea 4-0 (2-0)
- A Sutton Coldfield - Leverkusen 0-1 (0-0)
- B Spartak Moskou - Wiener Neudorff 5-1 (2-0)
- B CF Junior - Wiener Neudorff 4-0 (3-0)

### Zondag 11 april 1993
- A Leverkusen - Swansea 4-0 (3-0)
- A Sutton Coldfield - Hightown 1-2 (1-2)
- B CF Junior - Wiener Neudorff 4-0 (3-0)
- B HGC - Spartak Moskou 5-0 (2-0)

## Finales

### Maandag 12 april 1993
- 7de-8ste plaats Swansea - Wiener Neudorff 4-0 (3-0)
- 5de-6de plaats Sutton Coldfield - CF Junior 3-0 (1-0)
- 3de-4de plaats Leverkusen - Spartak Moskou 2-2 (0-1) (6-3 wns)
- 1ste-2de plaats HGC - Hightown 2-1 (2-1)

## Einduitslag
1.  HGC 

2.  Hightown HC 

3.  Bayer Leverkusen 

4.  Spartak Moskva 

5.  Sutton C. 

6.  CF Junior 

7.  Swansea LHC 

8.  Wiener Neudorff 

Mannen:
1990 ·
Terrassa 1991 ·
Vught 1992 ·
Birmingham 1993 ·
Terrassa 1994 ·
Cagliari 1995 ·
Den Haag 1996 ·
Reading 1997 ·
's-Hertogenbosch 1998 ·
Amsterdam 1999 ·
Terrassa 2000 ·
's-Hertogenbosch 2001 ·
Eindhoven 2002 ·
Terrassa 2003 ·
Eindhoven 2004 ·
Lille 2005 ·
Reading 2006 ·
Madrid 2007 

Opgegaan in de Euro Hockey League
Vrouwen:
1991 ·
Vught 1992 ·
Birmingham 1993 ·
Cardiff 1994 ·
Groningen 1995 ·
Rotterdam 1996 ·
Utrecht 1997 ·
Leuven 1998 ·
Terrassa 1999 ·
Keulen 2000 ·
Rome 2001 ·
Ourense 2002 ·
Rotterdam 2003 ·
Laren 2004 ·
Keulen 2005 ·
Edinburgh 2006 ·
Madrid 2007 ·
Parijs 2008 ·
Manchester 2009

Opgegaan in de Europcacup I